# Hogwarts
Trường Phù thủy và Pháp sư Hogwarts (tiếng Anh: Hogwarts School of Witchcraft and Wizardry) hay thường được gọi là Hogwarts (/ˈhɒɡwɔːrts/) là một ngôi trường pháp thuật hư cấu trong bộ truyện Harry Potter của nhà văn Anh Quốc J. K. Rowling. Đây là bối cảnh chính của sáu tập đầu tiên trong loạt truyện về cậu bé phù thủy và Harry Potter.
Đây là trường đào tạo những người có khả năng pháp thuật trở thành các phù thủy và pháp sư ở Anh và Scotland. Nó là ngôi trường nội trú, nhận học sinh từ 11 đến 18 tuổi. Số học sinh của trường không được đề cập đến trong truyện, nhưng lại có nói trường tiếp nhận khoảng 280 học sinh mới hằng năm.
Bộ truyện Harry Potter cũng nhắc đến hai trường pháp thuật khác nữa, là Viện Hàn lâm Beauxbatons ở Pháp và Học viện Durmstrang ở Bulgaria. Ngoài ra, để thỏa mãn không ít độc giả muốn biết thêm về thế giới Pháp thuật, J. K. Rowling đã viết thêm phần ngoại truyện trên Pottermore về 4 Học viện Pháp thuật là Học viện Pháp thuật Mahoutokoro ở Nhật Bản, Học viện Pháp thuật Uagadou tại "Ngọn núi của Mặt Trăng" ở Châu Phi, Học viện Pháp thuật Castelobruxo ở Brazil và Học viện Pháp Thuật và Ma Thuật Ilvermorny ở Mỹ.
Trường được lãnh đạo bởi một hiệu trưởng, một hiệu phó cùng các giáo viên khác, chịu trách nhiệm báo cáo trước Hội đồng Quản trị.
Truyện cũng không nói đến nguồn tài chính hay các chi tiêu của trường. Nhưng học sinh không phải trả học phí gì cả, chỉ có sách giáo khoa và tài liệu, dụng cụ học tập là phải tự mua. Trường cũng cấp học bổng cho học sinh nghèo, điển hình là Tom Riddle.
Từ phần một đến phần sáu của bộ truyện, Albus Dumbledore là hiệu trưởng của trường. Sau khi ông mất, Minerva McGonagall giữ chức quyền hiệu trưởng trong một thời gian ngắn trước khi Severus Snape chính thức được bổ nhiệm vào chức vụ này ở phần bảy. Sau cái chết của thầy Severus Snape, cô McGonagall chính thức được giữ chức hiệu trưởng, nhưng chỉ đến trước năm 2017. Trong phần năm, có một giai đoạn ngắn Dolores Umbridge giữ chức hiệu trưởng và kiêm chức thanh tra tối cao của trường.

## Vị trí và phong cảnh

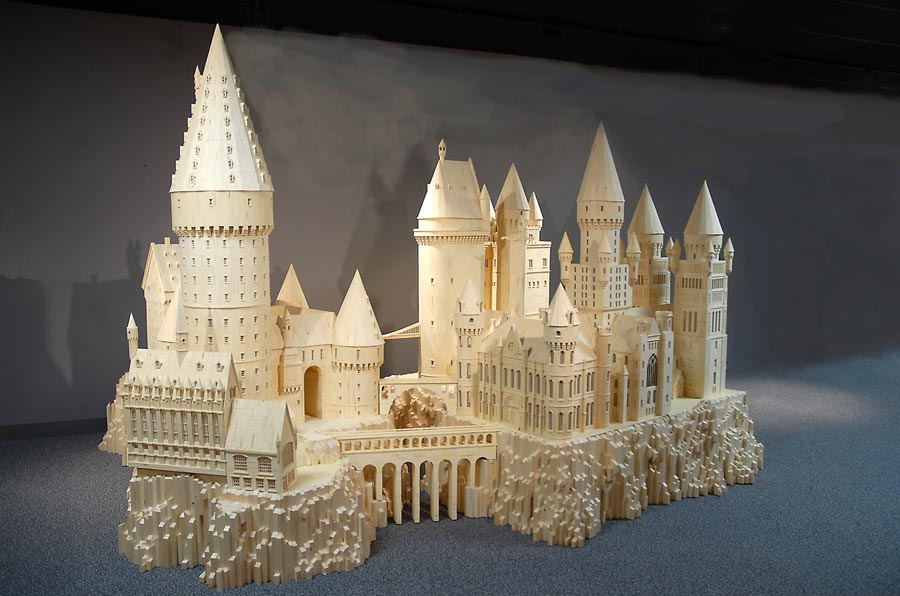
Một cảnh trường Hogwarts trong phim

Hogwarts là một tòa lâu đài huyền bí cổ xưa với bảy tầng lầu, nằm trên một vùng đất hoang sơ hùng vĩ. Truyện không nói vị trí chính xác của nó nhưng bà Rowling bảo bà tả nó theo phong cảnh ở Scotland. Khu sân vườn của tòa lâu đài rất rộng lớn, bao gồm một hồ nước mênh mông, một khu rừng rậm rạp, vài căn nhà kính trồng cây, chòi canh và một sân Quidditch.

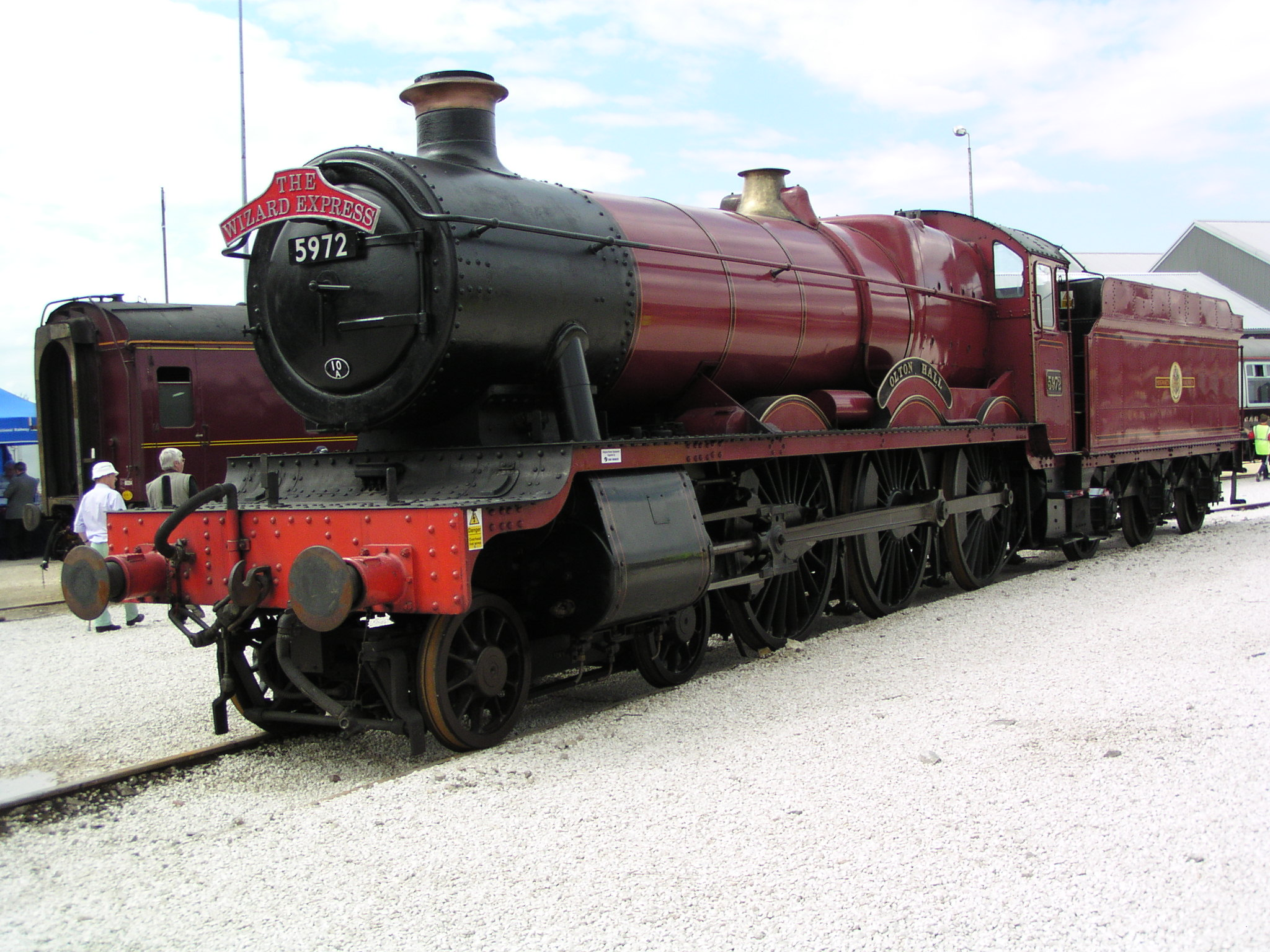
GWR 4900 Class 5972 Olton Hall, tàu hơi nước được sử dụng trong loạt phim với tên Tàu tốc hành Hogwarts.

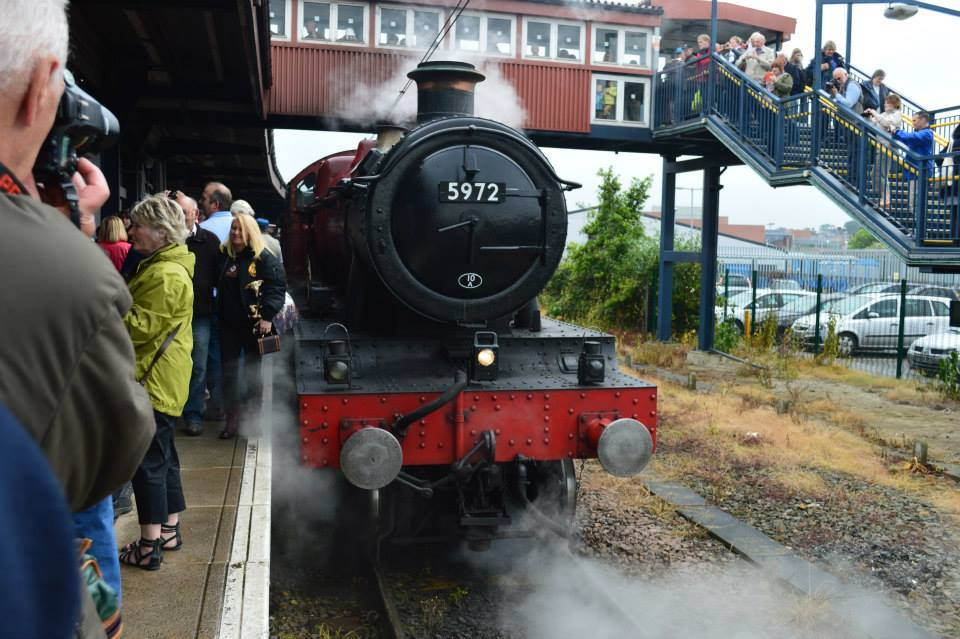
Đám đông khách tham quan (khoảng 5972 người) ở York, những người đã tới tham quan tàu tốc hành Hogwarts từ Manchester vào tháng 6 năm 2014.

Khu dân cư gần đó nhất là làng phù thủy Hogsmeade, nơi mà các du khách ghé thăm trường có thể nghỉ lại, cũng là điểm đỗ của ga xe lửa duy nhất và cũng là nơi tập trung nhiều phù thủy nhất nước Anh. Tàu tốc hành Hogwarts là phương tiện chuyên chở đặc biệt đến đây, xuất phát từ Ga xe lửa Ngã tư Vua ở Luân Đôn.
Ngôi trường được phù phép để ngăn chặn việc đột nhập bằng độn thổ, chổi bay. Đầu năm học, các học sinh sẽ được đón tiếp ngay khi vừa rời khỏi ga và đi thuyền vào trường, từ năm thứ hai trở lên thì đi bằng xe do Vong mã kéo. Trong Hogwarts một lịch sử có giải thích cách thức trường cũng được che giấu khỏi dân Muggle bằng việc ngụy tạo hình ảnh một căn nhà đổ nát (nguy hiểm! tránh đến gần...) và được ếm bùa bất khả dựng đồ án (không thể vẽ được lên bản đồ). Mọi thứ đồ công nghệ cao và điện tử (vệ tinh thăm dò,...) của dân Muggle cũng mất tác dụng nơi đây.

## Các nhà trong Hogwarts

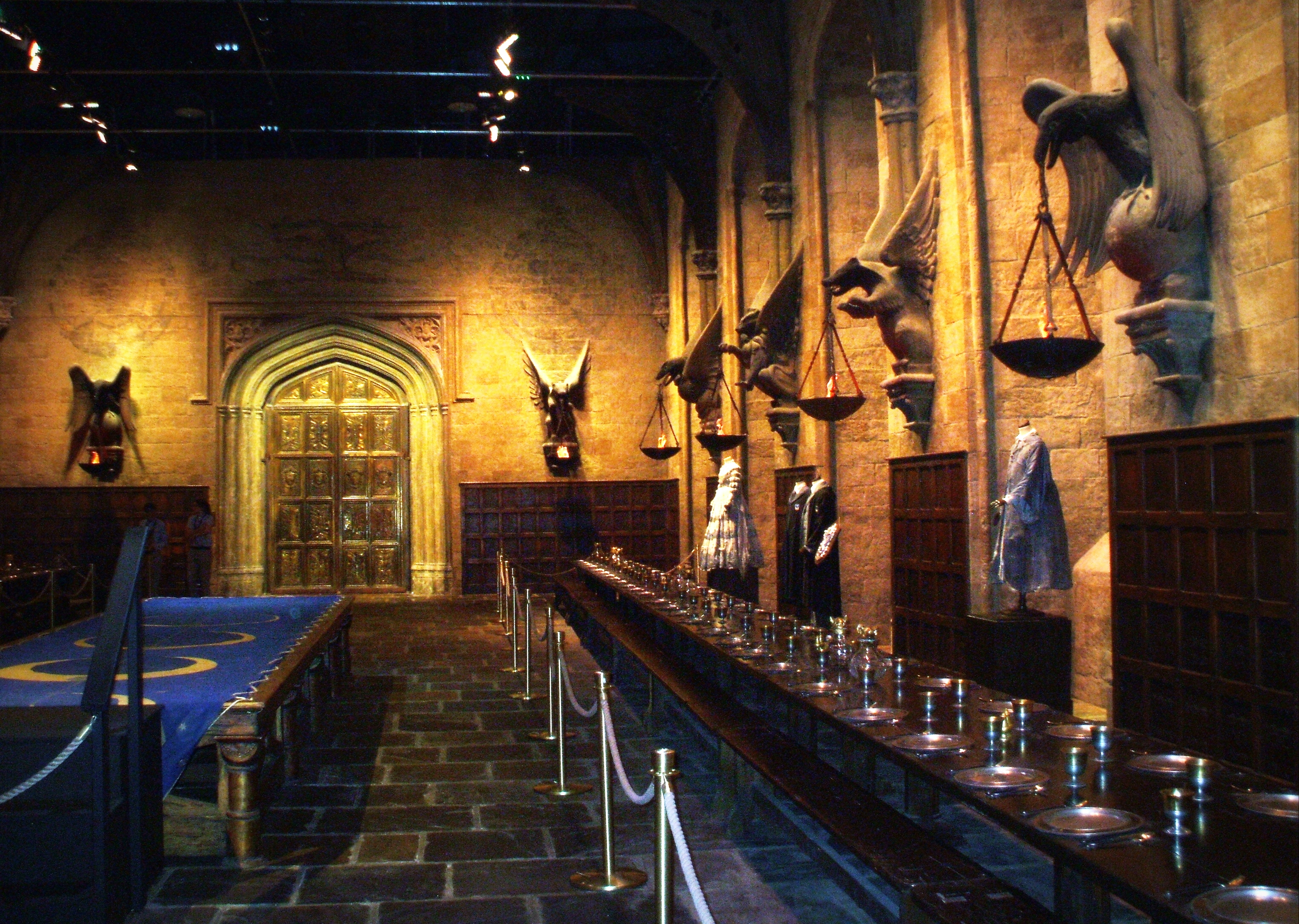
Bộ phim của Đại lễ, Hogwarts

Trong bộ truyện Harry Potter, trường Hogwarts dành cho Phù thủy và Pháp sư được chia thành 4 nhà, mỗi nhà mang tên họ của những người sáng lập: Godric Gryffindor, Salazar Slytherin, Rowena Ravenclaw và Helga Hufflepuff. Các nhà thi đua với nhau trong suốt cả năm học, bằng cách kiếm điểm hoặc bị mất điểm bằng nhiều cách, để đạt Cúp Nhà. Mỗi nhà có đội Quidditch (môn thể thao phổ biến nhất thế giới phù thủy) riêng – cũng thi đấu với nhau để giành cúp Quidditch. Hai cuộc cạnh tranh này đã làm nảy sinh sự ganh đua giữa các nhà, đặc biệt là giữa nhà Gryffindor và Slytherin - là hai nhà xuyên suốt bộ truyện. Các nhà ở Hogwarts là nơi sống và học tập cho các học sinh. Mỗi năm, một vài nhóm của mỗi nhà sẽ cùng chia sẻ với nhau các ký túc xá và lớp học. Hệ thống này không phải chỉ của riêng trường Hogwarts mà còn gặp ở nhiều trường thật ở vài nước nói tiếng Anh ngày nay. Như nhiều đề tài khác ở Hogwarts, tác giả J. K. Rowling đã áp dụng những trường nội trú thật sự để mang lại những nét sống động cho thế giới của Harry Potter. Sự ganh đua giữa các nhà, các ký túc xá riêng biệt và hệ thống điểm số đều thuộc thế giới thật. Các nhà ở Hogwarts có thể là một hệ thống chia thành từ nhóm sớm nhất ở thế giới thật.

### Phân loại

Harry Potter và chiếc mũ phân loại

Vào thuở Hogwarts ban đầu, 4 nhà sáng lập đã tuyển lựa học sinh vào nhà mình rất cẩn thận. Khi họ lo lắng về cách chọn lựa sau khi họ qua đời, Godric Gryffindor đã cởi nón mình ra và đặt vào trong đó "một chút trí óc" của mỗi người, biến nó thành "Chiếc nón Phân loại". Bây giờ, vào mỗi khi năm học bắt đầu, Chiếc nón Phân loại thần kỳ sẽ được đội lên đầu mỗi học sinh mới, trong suốt thời gian buổi Lễ phân loại diễn ra. Chiếc nón Phân loại sẽ thông báo tên nhà mà học sinh đó được phân vào. Khi buổi lễ bắt đầu, nó sẽ hát một bài ca ngắn về việc thành lập nên ngôi trường và về 4 nhà. Bài hát của Chiếc nón Phân loại mỗi năm đều khác nhau, và chiếc nón được coi là dành cả năm để soạn bài tiếp theo (ít nhất là theo lời Ron Weasley). Lời bài hát thường đưa ra lời khuyên về những khoảng thời gian gặp rắc rối. Nhạc của bài hát thường không cuốn hút, gây nhàm chán cho nên nhiều người thường không thèm nghe. Chiếc nón sẽ phân loại bằng cách đánh giá năng lực của mỗi học sinh và xếp chúng vào nhà thích hợp nhất. Lựa chọn riêng của các học sinh cũng có thể ảnh hưởng đến quyết định phân loại: ví dụ rõ ràng nhất là Chiếc nón nói với Harry Potter rằng cậu sẽ đạt kết quả tốt ở nhà Slytherin ở tập đầu, nhưng sau cùng đã quyết định là nhà Gryffindor sau khi Harry bảo nó đừng xếp cậu vào Slytherin. Một ví dụ khác trong tập 5 là khi Hermione Granger nói là Chiếc nón Phân loại từng băn khoăn việc xếp cô vào nhà Ravenclaw, nhưng lựa chọn của cô đã khiến Chiếc nón phân cô vào Gryffindor (cần lưu ý là cô cũng muốn vào Gryffindor trước đó). Thầy Albus Dumbledore sau đó giải thích với Harry rằng đó là cách đúng đắn, khi một người đã băn khoăn về quyết định của mình thì điều đó còn xác định chính xác hơn năng lực của họ. Thật sự thì chiếc nón phân loại nhà dựa trên những quyết định trước đó của một học sinh đã được thông báo, và chỉ có thật sự phân loại những ai không hề có ý tưởng hoặc hi vọng nào (theo lời của Horace Slughorn), sự phân loại vào các nhà thường đi liền với các thành viên trong gia đình, cũng như Ron Weasley không thể tưởng tượng cảnh bị phân loại vào nhà khác với nhà mà toàn bộ nhà cậu đều nằm trong đó. Tuy nhiên, khi Harry nhắc đến việc này, Hermione chỉ ra rằng Parvati Patil và Padma Patil, 2 chị em sinh đôi, được xếp vào Gryffindor và Ravenclaw). Điển hình như mọi thành viên của gia đình Black đều được xếp vào nhà Slytherin, chỉ ngoại trừ Sirius Black, điều làm thầy Slughorn - chủ nhiệm nhà - lưu ý.
Mỗi nhà có một chủ nhiệm, là giáo sư lâu năm của trường, chịu trách nhiệm về Nhà của mình. Các chủ nhiệm hiện nay (năm học thứ bảy của Harry) là Minerva McGonagall (Gryffindor), Pomona Sprout (Hufflepuff), Filius Flitwick (Ravenclaw) và Horace Slughorn (Slytherin). Chủ nhiệm tiền nhiệm của Slytherin là Severus Snape, ông đã bỏ theo phe hắc ám sau trận đột nhập vào trường của bọn Tử thần Thực tử (Death Eaters). Đến phần bảy, Harry Potter và Bảo bối Tử thần, thì mới biết thầy Snape là gián điệp hai mặt của giáo sư Albus Dumbledore. Các Nhà của Hogwarts phải thi đua nhau về học tập lẫn kỷ luật trong mỗi năm học. Nhà nào được tổng số điểm cao nhất sẽ chiến thắng và được nhận Cúp Nhà. Các học sinh có thể được các giáo sư thưởng điểm cho Nhà mình bằng cách học tập và cư xử tốt trong các lớp hay lập những thành tích xuất sắc. Và cũng có thể bị trừ điểm cũng bởi chính các giáo sư nếu học sinh có những hành động vô lễ, phá hoại cơ sở vật chất nhà trường hay không cố gắng học hành, v.v. Tùy vào sự rộng rãi và dễ dãi của từng giáo sư mà điểm cộng hay trừ có thể nhiều hay ít. Ví dụ như thầy Flitwick và cô Sprout rất thường xuyên thưởng điểm cho các học sinh học tốt trong lớp mình, trong khi thầy Snape lại luôn rất cố gắng trong việc trừ thật nhiều điểm của các nhà Hufflepuff, Ravenclaw và Gryffindor trong khi cộng thêm nhiều điểm cho nhà Slytherin-là nhà ông chủ nhiệm. Cô McGonagall thì rất công bằng, không quá rộng lượng mà cũng không đến nỗi quá khắt khe. Thầy Dumbledore thì quá mức tốt bụng, lúc nào cũng thưởng điểm chục điểm trăm cho những công trạng của Harry. Điểm của các Nhà được ghi nhận trong bốn cái đồng hồ cát đặt ở Tiền Sảnh (Entrance Hall). Mỗi viên đá quý trong cái đồng hồ là mỗi điểm có được. Đá quý của nhà Gryffindor là hồng ngọc, của Ravenclaw là đá sapphire, của Hufflepuff là kim cương và của Slytherin là ngọc lục bảo. Mỗi loại đá quý này tượng trưng cho màu của mỗi Nhà (đỏ, vàng, xanh lam, xanh lục).

### Gryffindor
Nhà Gryffindor chú trọng vào lòng dũng cảm, tinh thần thượng võ và tính táo bạo. Con vật biểu tượng của nhà này là con sư tử; màu là đỏ tươi và vàng. Nick-Suýt-mất-đầu là con ma của nhà. Người sáng lập là Godric Gryffindor. Đây được cho là ký túc xá xuất sắc nhất trong Harry Potter và là địch thủ truyền kiếp của nhà Slytherin. Nằm ở một trong những tháp cao nhất của tòa lâu đài, cửa vào của nhà Gryffindor định vị ở tầng thứ 7 và được bảo vệ bởi bức chân dung của Bà Béo -  bức chân dung một bà rất béo mặc chiếc áo đầm lụa màu hồng. Bà chỉ cho phép vào cửa khi được đưa ra mật khẩu đúng (luôn được đổi mới). Gryffindor tương ứng mãnh liệt với yếu tố lửa. Đá quý tính điểm của Nhà là hồng ngọc. Chủ nhiệm của nhà Gryffindor trong 6 năm đầu tiên trong truyện là giáo sư Minerva McGonagall - giáo viên môn Biến hình. Tuy nhiên, khi bà được thăng chức trở thành Hiệu trưởng, vị trí này bị bỏ trống và bà nhậm chức trở lại trong tập Harry Potter và Bảo bối Tử thần khi Severus Snape trở thành Hiệu trưởng. Một vài học sinh nổi bật của nhà Gryffindor như sau: Harry Potter, Hermione Granger, Gia đình Weasley, Neville Longbottom, Minerva McGonagall, Rubeus Hagrid, Parvati Patil, Seamus Finnigan, Dean Thomas, Lavender Brown, Oliver Wood, Angelina Johnson, Alicia Spinnet, Katie Bell, Nhóm Đạo tặc – James Potter, Sirius Black, Remus Lupin, Peter Pettigrew, Lily Evans, Colin Creevey, Dennis Creevey, Romilda Vane, Lee Jordan...

### Hufflepuff
Hufflepuff, được thành lập bởi Helga Hufflepuff, đề cao sự chăm chỉ, lòng trung thành, sự quả quyết, tính kiên nhẫn, tình hữu nghị và chơi đẹp chứ không ở năng khiếu của từng thành viên. Con vật biểu tượng cho nhà là lửng, màu vàng hoàng yến và đen là màu của nhà. Thầy Tu Mập là con ma của nhà. Theo Rowling, Hufflepuff tương ứng với yếu tố Thổ. Ký túc xá Hufflepuff và phòng sinh hoạt chung nằm đâu đó trong tầng hầm, gần với nhà bếp của lâu đài. Đá quý tính điểm của nhà là kim cương. Chủ nhiệm hiện tại của Nhà Hufflepuff là giáo sư môn Thảo dược học Pomona Sprout. Vài thành viên Hufflepuff đáng chú ý: Cedric Diggory, Pomona Sprout, Hepzibah Smith, Nymphadora Tonks, Zacharias Smith, Hannah Abbott, Susan Bones, Justin Finch-Fletchley, Ernie Macmillan và Newt Scamander (tác giả quyển Sinh vật huyền bí và nơi tìm ra chúng)
Trong số bốn nhà: Gryffindor, Ravenclaw, Slytherin, Hufflepuff, thì nhà Hufflepuff là nhà có ít tử thần thực tử nhất. Ngôi nhà này cũng đã ở lại chiến đấu cùng với Harry Potter, chỉ sau Gryffindor.

### Ravenclaw
Ravenclaw đề cao trí thông minh, tri thức, óc sáng tạo và khiếu hài hước dí dỏm. Vì vậy, nhà Ravenclaw luôn là những phù thủy tài năng. Con vật biểu tượng của nhà là con chim quạ , màu chủ đạo là xanh nước biển và màu đồng (trong phim là xanh nước biển và màu bạc). Con ma của nhà Ravenclaw là Helena Ravenclaw, con gái của Rowena Ravenclaw, hay Bà Xám. Nhà được thành lập bởi Rowena Ravenclaw. Theo Rowling, Ravenclaw tương ứng với Khí. Phòng sinh hoạt chung và ký túc xá của nhà đặt tại Tháp Ravenclaw ở phía tây của trường. Để vào được tháp của nhà, bạn cần phải trả lời được 1 câu hỏi thông minh. Rất ít thành viên Ravenclaw được đề cập một cách chi tiết, và nói chung, họ không được nói đến nhiều trong tập truyện Harry Potter. Chủ nhiệm hiện nay của Nhà Ravenclaw là giáo sư môn Bùa chú Filius Flitwick. Đá quý tính điểm của nhà là saphir. Vài thành viên Ravenclaw đáng chú ý: Cho Chang, Luna Lovegood, Filius Flitwick, Myrtle Elizabeth Warren, Terry Boot, Michael Corner, Anthony Goldstein, Padma Patil, Lisa Turpin, Mandy Brocklehurst, Marietta Edgecombe, Penelope Clearwater, Roger Davies, Garrick Ollivander, Gilderoy Lockhart,...

### Slytherin
Giống như Salazar Slytherin, người sáng lập ra nhà, nhà Slytherin đề cao tham vọng, xảo quyệt, khả năng lãnh đạo và sự tháo vát. Chiếc nón Phân loại đã nói rằng phù thủy nhà Slytherin sẽ làm bất chấp tất cả để đạt được điều mà họ muốn. Con vật biểu tượng của nhà là loài rắn, màu chủ đạo là xanh lá cây và bạc. Giáo sư Horace Slughorn là Chủ nhiệm nhà Slytherin, thay thế cho giáo sư Severus Snape, người trước đó đã thay thế Slughorn khi ông về hưu lần đầu tiên vài năm trước. Nam Tước Đẫm máu là con ma của nhà. Theo tác giả J.K.Rowling, Slytherin tương ứng với yếu tố Thủy. Đá quý tính điểm của nhà là những viên ngọc lục bảo. Ký túc xá nhà Slytherin và phòng sinh hoạt chung nằm sau một bức tường đá trong hầm tối. Phòng sinh hoạt chung nhà Slytherin là một căn phòng dài, ánh sáng màu xanh do nằm dưới hồ nước, chất đầy đầu lâu và tạo tác bằng bạc.
Chiếc nón Phân loại xác nhận trong tập 5 rằng dòng máu thuần chủng là một trong những yếu tố hàng đầu để quyết định việc chọn học sinh của nhà Slytherin. Tuy nhiên, không có điều gì đảm bảo rằng học sinh gốc Muggle sẽ không được xếp vào đó, chỉ đơn giản là những học sinh mang dòng máu thuần chủng sẽ được ưu tiên nhiều hơn, và những người máu lai như Voldemort hay Snape vẫn được xếp vào nhà này. Trong tập 7, một nhóm bắt cóc săn tiền thưởng đã nói rằng "bọn máu bùn" rất ít khi được xếp vào đây.
Một số thành viên đáng chú ý của nhà Slytherin: Tom Marvolo Riddle/Chúa tể Voldemort, Severus Snape, Draco Malfoy và những người khác của gia đình Malfoy, Gia đình Black (ngoại trừ ,Andromeda Tonks( họ Black trước khi lấy chồng), Vincent Crabbe, Gregory Goyle, Pansy Parkinson, Millicent Bulstrode, Blaise Zabini, Theodore Nott, Astoria Greengrass, Marcus Flint, Bellatrix (Black) Lestrange, Horace Slughorn, Phineas Nigellus Black.
Trong tập 7, khi nghĩ rằng mình đã giết được Harry và giành được chiến thắng, Voldemort đã tuyên bố xóa bỏ ba nhà còn lại và buộc tất cả học sinh Hogwarts trở thành học sinh nhà Slytherin. Nhưng ý định đó đã thất bại sau khi Harry Potter tỉnh dậy để kết thúc sinh mạng của Voldemort một lần và mãi mãi, cũng từ đây, nhà Slytherin trở nên hòa nhập hơn và sự phân biệt dòng máu của nhà cũng không còn. Tuy nhiên, tiếng xấu về việc đào tạo ra những phù thủy phe hắc ám của nhà vẫn còn tồn tại.

## Nhân viên và chương trình học
Trường Hogwarts là trường đào tạo phù thủy trong bộ tiểu thuyết giả tưởng Harry Potter của tác giả J. K. Rowling. Trong trường có nhiều giáo sư, mỗi giáo sư giảng dạy một hoặc một số môn học khác nhau (nhưng phần lớn ai cũng dạy được tất cả các môn). Trong các môn học, có môn bắt buộc và môn tự chọn. Mỗi học sinh bắt buộc phải chọn 2 môn tự chọn vào đầu năm thứ 3. Vào cuối năm thứ 5, học sinh phải trải qua kỳ thi để lấy các chứng chỉ O.W.L. (Kỳ thi phù thủy thường đẳng, viết tắt của Ordinary Wizarding Levels) và sau đó chọn lớp học trong 2 năm tiếp theo để dự các cuộc thi N.E.W.T. (Kỳ thi pháp thuật tận sức, viết tắt của Nastily Exhausting Wizarding Tests). Hogwarts có rất nhiều giáo viên, học sinh phải tôn trọng gọi là Giáo sư (Proffesor), mỗi người đảm nhiệm một môn học riêng. Các nhân viên khác cũng được nhắc đến như y tá bệnh xá bà Poppy Pomfrey, thầy giám thị (Caretaker) Argus Filch, thủ thư (Librarian) bà Irma Pince, bảo vệ sân trường (Groundskeeper) và khoảng hơn 100 gia tinh (House-elf) làm việc trong nhà bếp của trường (và hầu như không học sinh nào thấy gia tinh xuất hiện).

### Môn học
Trường hoàn toàn không dạy bất cứ thứ gì giống chương trình giáo dục của dân Muggle. Các môn học bắt buộc (cho đến trước kì thi O.W.L) bao gồm:
- Biến hình (Transfiguration) là môn học dạy biến đổi hình dạng của các vật, đôi khi tạo ra vật mới. Điều này được thực hiện bằng cách tập trung tinh thần, vẩy đũa phép và đọc chính xác câu thần chú. Phần khó nhất là phải tập trung cao độ. Môn Biến hình được dạy từ năm thứ nhất tới năm thứ năm, cộng thêm hai năm tùy chọn vào năm thứ sáu và bảy cho kỳ thi N.E.W.T.. Albus Dumbledore là giáo sư môn Biến hình trước khi trở thành hiệu trưởng. Giáo sư dạy môn này hiện tại là Minerva McGonagall, một giáo sư giỏi, rất nghiêm túc và khó tính (trước đây cô là Trợ giảng của bộ môn này trước khi Dumbledore lên chức Hiệu trưởng của trường).
- Bùa chú (Charms) dạy cách thức dịch chuyển các vật thể và tạo ra những hiện tượng đặc biệt bằng cách thực hiện chính xác việc vẩy đũa phép và đọc những câu thần chú phù hợp. Các tiết học môn này là những giờ ồn ào nhất: một nhóm học sinh luyện tập dịch chuyển các vật về phía mình hoặc làm những người khác cười phá lên. Bùa chú được dạy từ năm thứ nhất tới năm thứ năm cùng với 2 năm học tự chọn ở năm thứ sáu và bảy (để đạt tới mức N.E.W.T.). Giáo sư dạy môn Bùa chú hiện tại là Filius Flitwick. Tác giả J. K. Rowling có lần đề cập là nếu được làm việc tại Hogwarts thì Bùa chú chính là môn bà muốn dạy.
- Phòng chống Nghệ thuật Hắc ám (Defence Against the Dark Arts) dạy những phương pháp và kỹ thuật chống lại Nghệ thuật Hắc ám và các sinh vật Hắc ám (dark). Đây là môn học phải nhiều lần thay giáo viên nhất trong Harry Potter . Môn học được dạy từ năm thứ nhất tới năm thứ năm và hai năm học lựa chọn cho trình độ N.E.W.T. (năm thứ sáu và bảy). Khi Severus Snape tới làm việc tại Hogwarts, ông đăng ký dạy Phòng chống Nghệ thuật Hắc ám nhưng Dumbledore đã từ chối. Thay vào đó, Snape được dạy môn Độc dược. Kể từ đó, mỗi khi có giáo sư dạy Phòng chống Nghệ thuật Hắc ám rời trường thì Snape lại đăng ký cho vị trí này nhưng đều bị từ chối. Khi được hỏi về lý do Dumbledore không dành vị trí này cho Snape, tác giả của cuốn sách cho biết lý do là vì Dumbledore sợ rằng vị trí đó sẽ làm thức dậy những mặt tồi tệ của Snape, mặc dù Snape đã chứng tỏ mình một lòng trung thành với cụ. Chúa tể Voldemort cũng đã hai lần từng đăng ký cho vị trí giảng dạy môn này tại Hogwarts. Theo lời Dumbledore, thì kể từ lần bị từ chối lần hai, không giáo viên nào giữ được vị trí này lâu hơn 1 năm. Dumbledore cho rằng nguyên nhân là do một lời nguyền của Voldermort. Hậu quả của việc này là chương trình cũng như phong cách giảng dạy môn học luôn bị thay đổi qua các năm, tuy nhiên điều này đã chấm dứt vào tập 7. Vào thời điểm Harry Potter tới Hogwarts thì niềm tin vào điều xúi quẩy của vị trí này đã tồn tại và Gilderoy Lockhart được cho là ứng cử viên duy nhất có thể thay cho Quirinus Quirrell. Ba năm sau, điều xúi quẩy này trở nên rõ ràng tới mức mà Dumbledore không thể tìm ra người thay thế và Bộ Pháp thuật phải chỉ định Dolores Umbridge dạy môn học. Sau khi Dolores Umbridge ra đi thì Dumbledore cuối cùng đã trao vị trí cho Snape. Một số suy đoán cho rằng Dumbledore làm vậy để khiến Snape cũng phải ra đi và thực tế đã diễn ra như vậy. Sau khi sát hại Dumbledore để thể hiện tấm lòng trung thành của mình đối với Tom Riddle, Snape chạy trốn khỏi trường. Tất cả giáo sư dạy môn Phòng chống Nghệ thuật Hắc ám trong 6 cuốn đầu của bộ truyện đều được xây dựng theo mô típ tương đối giống nhau: tất cả (trừ Snape) đều là một nhân vật hoàn toàn mới, đều được chọn vì không có ứng cử viên nào khác, đều gặp Harry Potter trước khi vào Hogwarts và đều tấn công nhằm sát hại Harry (có trường hợp không cố ý như Remus Lupin).
- Độc dược (Potions) dạy cách thức pha chế độc dược với những hiệu quả ma thuật. Quá trình pha chế rất tinh vi và đòi hỏi các bước phải được tiến hành tuyệt đối chính xác để có thể đạt được kết quả. Độc dược được dạy từ năm thứ nhất tới năm thứ năm cộng thêm 2 năm tùy chọn ở năm thứ sáu và bảy (dành cho mức N.E.W.T.). Từ tập 1 cho tới tập 5 của bộ truyện, vị trí Giáo sư môn Độc dược đều do Severus Snape đảm nhiệm mặc dù ông luôn tìm cách đăng ký dạy môn Phòng chống Nghệ thuật Hắc ám. Mặc dù Snape là một giáo sư giỏi về môn này nhưng Snape là một giáo viên không công bằng với học sinh. Ông luôn tìm cách trừng phạt Neville Longbottom (do khả năng yếu kém) và Harry Potter (do những hiềm khích cá nhân với bố của Harry). Các học sinh thuộc về nhà Slytherin do Snape làm chủ nhiệm luôn được ưu ái, các học sinh Slytherin rất ưa thích môn học này còn các học sinh thuộc các nhà khác thì ngược lại. Một giáo sư Độc dược trước thời Snape là Horace Slughorn. Slughorn đã giữ vị trí này trong một thời gian dài và những học sinh của ông bao gồm phần lớn những nhân vật quan trọng trong bộ truyện như Voldemort, Lily Evans (mẹ Harry), James Potter (bố Harry), Sirius Black và cả Snape... Khi Snape trở thành giáo sư môn Phòng chống Nghệ thuật Hắc ám, Slughorn được thuyết phục để quay trở lại dạy môn Độc dược. Slughorn đặc biệt thích thú và quan tâm tới những học sinh nổi tiếng, có tiềm năng trở nên nổi tiếng hoặc có liên hệ với những người nổi tiếng. Nhờ may mắn có được cuốn sách cũ của Snape, Harry đã được 1 chai Felix Felicis nhỏ khi pha chế được nửa chặng đường. Dụng cụ học tập của môn này là cái vạc, cùng một số dụng cụ khác để cắt. Trong tập Harry Potter và hội Phượng hoàng, Minerva McGonagall đã nói với Harry rằng Độc dược là môn bắt buộc trong giai đoạn N.E.W.T. nếu Harry muốn trở thành Thần sáng (Auror trong tiếng Anh, dịch theo bản dịch của Lý Lan).
- Thảo dược học (Herbology) Nghiên cứu các loài cây ma thuật (chẳng hạn như Mandrake và Bubotuber) và các phương pháp chăm sóc, sử dụng và chống lại chúng. Các buổi học diễn ra tại các nhà kính trong sân trường. Học sinh năm thứ nhất chỉ được học tại nhà kính số 1 vì nhà kính số 3 có các loài nguy hiểm hơn. Học sinh năm thứ hai mới bắt đầu học tại nhà kính số 3. Thảo dược học được dạy từ năm thứ nhất tới năm thứ năm, cộng thêm 2 năm tùy chọn ở năm thứ sáu và bảy. Môn học này liên quan chặt chẽ với môn Độc dược vì thành phần để chế tạo độc dược phần lớn được lấy ra từ các loài thực vật. Giáo sư giảng dạy môn này là Pomona Sprout. Cũng nhờ bà Pomona Sprout nên Hermione Granger và các nạn nhân khác thoát nạn trong phần hai (Harry Potter và Phòng chứa Bí mật). Đây cũng là môn học duy nhất mà Neville Longbottom học giỏi xuất sắc.
- Lịch sử pháp thuật (History of Magic) là môn nghiên cứu lịch sử của giới phù thủy. Môn lịch sử pháp thuật được dạy từ năm thứ nhất tới năm thứ năm, cộng thêm 2 năm lựa chọn ở năm thứ sáu và bảy. Giáo sư đang dạy môn này là Cuthbert Binns. Ông là giáo viên ma duy nhất trong trường, rất bảo thủ. Một số người nói rằng thậm chí ông không nhận ra là mình đã chết, đơn giản là một hôm thức dậy và bỏ lại cơ thể phía sau. Lớp học này thường rất buồn tẻ và hầu như không học sinh nào chú ý nghe giảng (ngoại trừ Hermione Granger) nhưng Binns hầu như không để ý (hoặc cố tình không để ý).
- Thiên văn học (Astronomy) tại Hogwarts là môn có nội dung gần với Chiêm tinh học. Các bài học được biết đến bao gồm học tên và vị trí cũng như chuyển động các vì sao, chòm sao và hành tinh. Lớp học Thiên văn học được dạy tại tòa tháp cao nhất vào giữa đêm thứ tư hàng tuần. Ngoài ra còn có các buổi quan sát bầu trời với kính thiên văn (các học sinh phải tự mua). Thiên văn học là môn bắt buộc từ năm thứ nhất tới năm thứ năm và hai năm tự chọn vào năm thứ sáu và thứ bảy. Trong năm đầu tiên, Harry phải ghi nhớ tên các vệ tinh của Sao Mộc và trong năm thứ năm phải viết một bài luận liên quan tới Mặt Trăng Europa đã từng bị băng hà bao phủ và Mặt Trăng Io có rất nhiều núi lửa... Tại cuộc thi tại năm thứ năm, mỗi học sinh phải điền vào một bản đồ sao dựa trên một vài giờ quan sát bầu trời đêm. Giáo sư dạy môn Thiên văn học hiện tại là Aurora Sinistra.

Mỗi học sinh đều phải chọn ít nhất là 2 môn tùy chọn vào đầu năm thứ 3. Quá trình học các môn này có thể tiếp tục hoặc ngừng cho các mức O.W.L. và N.E.W.T.. Một điều cần chú ý là không có ai trong số những giáo viên dạy môn lựa chọn có vai trò đáng kể trong trường Hogwarts:
- Tiên tri (Divination) là nghệ thuật đoán trước tương lai. Các phương pháp được dạy bao gồm: sử dụng quả cầu pha lê, xem tướng tay, xem lá chè, bói bài và giải mã giấc mơ... Đây là môn học tùy chọn và được dạy từ năm thứ ba tới năm thứ bảy. Những người ủng hộ môn này cho rằng đây là khoa học tương đối chính xác và đòi hỏi người học có năng khiếu bẩm sinh hơn là học hỏi kiểu sách vở. Những người phản đối (trong đó có Minerva McGonagall và Hermione Granger) thì cho rằng đây là môn học không thích hợp. Giáo sư Dumbledore đã từng có ý định loại bỏ môn này khỏi chương trình giảng dạy nhưng lại thay đổi ý định sau khi phỏng vấn Sybill Trelawney, bà đã đưa ra lời tiên tri về Harry Potter và Voldemort. Nguyên nhân của sự thay đổi này không hẳn là do môn học mà có thể vì những lý do khác. Giáo viên giảng dạy môn tiên tri trong các tập truyện là Sybill Trelawney và Firenze. Khi Dolores Umbridge đuổi Trelawney (trong tập Harry Potter và hội Phượng hoàng) thì người thay thế là Firenze (một nhân mã). Trong tập 6, Dumbledore cho phép cả hai người cùng dạy và Trelawney rất thất vọng về điều này.
- Chăm sóc Sinh vật Huyền bí (Care of Magical Creatures) là môn tìm hiểu cách thức chăm sóc các sinh vật huyền bí. Các lớp học được tổ chức bên ngoài lâu đài. Đây là môn tùy chọn và được dạy từ năm thứ ba tới năm thứ bảy. Vào khoảng thời gian giữa năm học thứ hai và thứ ba của Harry, giáo sư giảng dạy môn này là Kettleburn xin nghỉ hưu. Dumbledore đã bổ nhiệm Rubeus Hagrid, người giữ khóa của trường, vào vị trí này. Trước đó Hagrid đã được giải mối oan mở Phòng chứa Bí mật. Trong 2 buổi học Hagrid vắng mặt (do Rita Skeeter tiết lộ xuất xứ từ người khổng lồ) thì người dạy thay là Wilhelmina Grubbly-Plank. Hagrid rất thiếu kinh nghiệm trong giảng dạy cộng thêm vấn đề không định nghĩa "những con quái vật đặc biệt nguy hiểm" theo suy nghĩ của người thường. Các bài học được đề cập đến bao gồm: Bằng mã (Hippogriff), Niffler, Nhiễm Trùng (Flobberworms) và Quái Tôm Đuôi Nổ (Blast-Ended Skrewt). Harry, Ron và Hermione đều bỏ môn này vào năm thứ sáu vì những nguyên nhân không liên quan tới phương pháp dạy của Hagrid.
- Số học huyền bí (Arithmancy) ở đây là môn sử dụng các tên và con số để nói về tính cách của con người. Một nhánh của pháp thuật liên quan tới đặc tính của những con số. Lớp học này ít được học sinh quan tâm và cả Harry Potter và Ron Weasley đều không đăng ký. Tuy nhiên đây là môn yêu thích của Hermione Granger vì đây là môn học khó. Ngoài ra, môn học này diễn ra song song với môn Tiên tri. Số học là môn tùy chọn, được dạy từ năm thứ ba tới năm thứ bảy. Giáo sư Septima Vector hiện tại là giáo viên dạy môn này.
- Muggle học (Muggle Studies) là môn nghiên cứu về giới Muggle (những người bình thường, không có phép thuật). Muggle học được nhiều người xem là một môn không quan trọng. Tuy nhiên Percy Weasley lại cho rằng các phù thủy cần phải có hiểu biết về thế giới bình thường. Hermione Granger học môn này bởi vì cô vốn sinh ra trong một gia đình thuộc giới Muggle (Hermione nói cô muốn biết nhiều về thế giới bình thường qua cái nhìn của một phù thủy). Hermione đã bỏ môn này vào năm thứ ba do chương trình học của cô quá nặng. Arthur Weasley cũng được cho là đã học môn này. Đây là môn tùy chọn và được dạy từ năm thứ ba tới năm thứ bảy. Giáo viên dạy môn học này là Charity Burbage, Voldemort giết chết Charity bằng Lời nguyền Chết chóc, xác của bà trở thành một bữa tối cho Nagini - con rắn của Voldemort.
- Cổ ngữ Runes (Ancient Runes) là một môn học thuần túy lý thuyết về các ngôn ngữ cổ và ngôn ngữ pháp thuật. Hermione Granger cũng đăng ký học môn này. Trong các tập truyện, chỉ 2 từ của ngôn ngữ này được nhắc đến qua lời Hermione: ehwaz có nghĩa là "sự cộng tác", eihwaz, có nghĩa là "tự vệ", Hermione đã nhầm 2 từ này trong kỳ thi O.W.L.. Giáo sư dạy môn này là Bathsheda Babbling.
- Bay (Flying) là môn học cách cưỡi chổi thần, chỉ được đề cập đến trong tập Harry Potter và Hòn đá Phù thủy. Harry Potter đã được chọn làm Tầm thủ Quidditch của nhà Gryffindor khi đuổi theo Draco Malfoy để lấy lại quả cầu của Neville trong buổi học bay đầu tiên. Dụng cụ học tập là Chổi bay. Mỗi Chổi có thể có mức độ về chất lượng khác nhau. Tuy nhiên khi tham gia học ở trường Hogwarts, học sinh phải dùng chiếc Sao xẹt lỗi thời cũ kĩ. Người dạy môn này là giáo sư Hooch. Bà cũng là trọng tài các trận Quidditch của trường Hogwarts.
- Độn thổ (Apparition và Disapparition): Đây là môn tùy chọn với học phí là 12 galleons (đơn vị tiền tệ của phù thủy). Độn thổ là cách dùng pháp thuật để biến mất tại một địa điểm và xuất hiện tại một địa điểm khác. Mọi phù thủy phải có giấy phép trước khi được thực hiện độn thổ và giấy phép chỉ cấp cho những người trên 17 tuổi. Nếu không được thực hiện đúng cách thì Độn thổ có thể gây ra hậu quả nghiêm trọng gọi là sót thân (splinching): một vài phần của cơ thể bị bỏ lại phía sau. Ron Weasley đã thi trượt trong lần thi đầu vì một nửa lông mày không được dịch chuyển. Các học sinh tại Hogwarts đủ 17 tuổi hoặc đến tuổi 17 trong năm học sẽ tham gia khóa học kéo dài 12 tuần bắt đầu sau kỳ nghỉ Giáng Sinh. Ron, Hermione, Vincent Crabbe và Gregory Goyle đều theo học vào năm thứ sáu dưới lớp học do Wilkie Twycross - một giáo viên do Bộ Pháp thuật chỉ định. Ron không qua được kỳ thi này trong khi Hermione đã hoàn thành xuất sắc. Draco Malfoy, Harry Potter, Ernie Macmillan và một số học sinh khác phải chờ đến năm sau vì có sinh nhật muộn. Ron dự định sẽ thi lại cùng đợt với Harry. Có thể so sánh bằng Độn thổ của phù thủy với bằng lái xe của Muggle. Cả hai đều khá nguy hiểm nếu không thực hiện đúng cách, chỉ dành cho những người đã trưởng thành và tiết kiệm thời gian dành cho di chuyển. Độn thổ bị hạn chế tại một số địa điểm và tại một số nơi khác thì hoàn toàn không thể thực hiện được (như tại Hogwarts).

Các môn học khác
- Bế quan Bí thuật (Occlumency): Một nhánh của pháp thuật liên quan tới việc ngăn chặn sự thâm nhập từ bên ngoài vào tâm trí, không cho người khác biết được suy nghĩ và tình cảm. Severus Snape là một người giỏi môn này. Môn trái ngược với Occlumency là Legilimency. Bế quan bí thuật thông thường không được dạy cho học sinh. Do để làm được phép thâm nhập trí óc, cần có một khả năng pháp thuật siêu phàm (như Voldemort) mà phần nhiều pháp sư không thể có. Chỉ có Harry Potter được Snape dạy trong các lớp đặc biệt theo yêu cầu của Dumbledore.

Các giáo sư khác
- Galatea Merrythought: Giảng dạy môn Phòng chống Nghệ thuật Hắc Ám vào thời điểm khoảng 50 năm trước khi Harry Potter theo học. Voldermort đã xin thay thế vị trí này nhưng cụ Dumbledore không đồng ý. Voldemort đã ếm một lời nguyền, làm cho vị trí giáo viên dạy môn này luôn bị thay đổi, họ chỉ có thể đảm nhiệm nhiều nhất 1 năm. Tuy nhiên điều này đã chấm dứt khi Voldemort bị tiêu diệt.
- Quirinus Quirrell (Harry Potter và hòn đá phù thủy): Vào năm trước khi Harry đi học tại Hogwarts, Quirrell nghỉ phép 1 năm và đi du lịch xuyên châu Âu. Ông này không được học sinh kính trọng và bị giết vào cuối tập truyện khi mang "linh hồn" của Voldermort trong chính cơ thể mình (cụ thể là đằng sau khuôn mặt trước).
- Gilderoy Lockhart (Harry Potter và phòng chứa bí mật): Công việc của Lockhart kết thúc khi ông ta dùng bùa Lú lẫn lên trên người Harry bằng cây đũa phép của Ron. Không may cho ông ta, chiếc đũa phép của Ron đã hư và nó đã phản lại bùa chú khiến cho ông không còn biết mình là ai.
- Remus Lupin (Harry Potter và tên tù nhân ngục Azkaban): Nhiều học sinh cho rằng đây chính là giáo sư xuất sắc nhất dạy môn Phòng chống Nghệ thuật Hắc ám vì cách dạy vô cùng hiệu quả, có áp dụng vào thực tiễn. Trong năm học thì ít nhất một lần Snape đã dạy thay Lupin (khi Lupin phải uống thuốc để không trở thành người sói vào dịp trăng tròn). Lupin từ chức khi thông tin ông ta là người sói (Werewolf) được Snape tiết lộ và cha mẹ học sinh rất lo sợ về chuyện này.
- Alastor Moody (Harry Potter và chiếc cốc lửa): Thực ra đây là Barty Crouch Con giả danh bằng cách bắt cóc Alastor Moody và uống thuốc Đa dịch (Polyjuice potion) để thay đổi diện mạo. Tuy nhiên ông ta dạy cũng rất hiệu quả và đã dạy Harry cùng các học sinh khác bùa Chết chóc, Tra tấn...có ảnh hưởng khá rõ nét sau đó và toàn bộ truyện.
- Dolores Umbridge (Harry Potter và Hội Phượng Hoàng): Trong thời gian Umbridge giảng dạy, Harry Potter tổ chức một câu lạc bộ bí mật gọi là Đoàn quân Dumbledore (Dumbledore's Army) để dạy các bạn về những kỹ thuật chiến đấu trong giới phù thủy. Umbridge đã trừng phạt Harry Potter rất nặng (chẳng hạn như viết một loại mực có thể in lên trên bàn tay,....). Bà ta còn tìm cách để chiếm ghế Hiệu trưởng của Dumbledore. Umbridge đã bị trừng phạt thích đáng vì bản tính độc ác của mình đối với học sinh tại trường Hogwarts.
- Severus Snape (Harry Potter và Hoàng tử lai): Snape giữ vai trò là giáo sư Phòng chống Nghệ thuật Hắc ám trong khi vị trí giáo sư Độc dược được thay thế bởi Horace Slughorn. Snape chạy khỏi trường sau trận chiến Hogwarts vào năm học thứ sáu khi cụ Dumbledore bị Snape giết chết. Sau đó, vào năm thứ 7, Snape trở lại làm Hiệu trưởng Hogwarts kèm với hai tên tử thần thực tử. Mặc dù vậy, Snape vẫn cố tỏ ra mình trung thành với Voldemort. Ông đã có một hình phạt dành cho những ai che chở cho Harry nhưng thật ra đó chỉ là một hình phạt giả vờ (không thật sự là một hình phạt) bởi vì ông biết rằng sẽ an toàn với bác Hagrid.
- Amycus Carrow (Harry Potter và Bảo bối Tử thần): Thực chất là được Voldemort đưa vào trường Hogwarts để dạy Nghệ thuật Hắc ám cho học sinh để chúng phục vụ cho hắn. Dù vậy có nhiều học sinh phản kháng lại những mệnh lệnh của hắn, thí dụ như Neville Longbottom từ chối ếm Lời nguyền Tra tấn lên bạn học và đã bị hắn trừng phạt. Tuy nhiên, do lời nguyền của Voldemort ếm lên vị trí giảng dạy môn này, hắn đã không thể ở lại trường quá một năm: bị Harry hạ gục cùng bà chị Alecto trong phòng sinh hoạt chung nhà Ravenclaw.

### Xếp hạng và thi cử
Trong 4 năm học đầu, học sinh phải vượt qua các kì thi học kì của từng môn học mới được lên lớp. Điểm số được tính từ 0 đến 100, vài học sinh quá giỏi có thể vượt qua mức tối đa (100).
Ngoài ra, để đánh giá chất lượng học tập thực sự của học sinh, trường còn tổ chức hai kì thi thử thách: Kì thi Pháp thuật Thường đẳng (Ordinary Wizarding Level examinations - OWLs) vào cuối năm thứ 5 và Kiểm tra Pháp thuật Tận sức (Nastily Exhausting Wizarding Tests - NEWTs) cuối năm thứ 7.
Một số mức để đánh giá mức mà học sinh đã đạt được trong hai kỳ thi:
- O = Xuất sắc (Outstanding)
- E = Giỏi quá kì vọng/Vượt trên kỳ vọng (Exceeds Expectations)
- A = Chấp nhận được (Acceptable)
- P = Dở (Poor)
- D = Tệ (Dreadful)
- T = Bét (Troll)

Điểm O, E, A là điểm đỗ, trong khi điểm P, D, T là điểm trượt.
Kì thi Pháp thuật Thượng đẳng sẽ đánh giá học sinh xem có được học môn đó vào năm tới hay không. Thông thường, điểm O và E là những điểm mà các giáo sư hay chọn ra những học sinh sẽ được học. Điểm A có thể chấp nhận được ở một số môn, tuy nhiên ở các môn quá nâng cao thì A là vô nghĩa. Có một số học sinh bị rời khỏi trường Hogwarts khi đạt điểm A là: Newt Scamander (mặc dù học sinh đó vẫn sẽ được cầm cây đũa phép tuy nhiên nó có thể là một vết nhơ đối với những người đạt điểm A.)
Kỳ thi Pháp thuật Tận sức là một kỳ thi rất mệt mỏi đối với học sinh. Thông thường, những học sinh nào muốn trở thành một thần sáng hay là làm nghề bác sĩ thì mới cần phải thi kỳ thi này, còn những nghề nghiệp sau này không nói quá nhiều về Phép thuật thì có thể thi hay không thì tùy. Kỳ thi này phải học ngày học đêm, nó cũng có thể làm một số học sinh cảm thấy hoảng loạng. '
Giám thị coi thi: Những giám thị coi thi kỳ thi Pháp thuật Thượng đẳng (Tận sức) đều là những Phù thủy tài năng. Họ đều biết những mánh khóe của những học sinh. Tính đến thời điểm hiện tại, cho dù các học sinh có muốn gian lận đi chăng nữa là không thể.
Tranh đua giữa các nhà chủ yếu là giữa Slytherin và Gryffindor. “Học sinh nhà Gryffindor và Slytherin có nguyên tắc khác nhau” (nguyên bản:“Gryffindor and Slytherin students loathed each other on principle”). Sự cạnh tranh này hình như quay lại những ngày của Godric Gryffindor và Salazar Slytherin sau khi họ xây dựng Hogwarts, bởi vì Chiếc nón phân loại đã từng nói rằng hai người đã từng là bạn tốt của nhau trước khi tạo lập ngôi trường, sau khi xong thì mâu thuẫn xuất hiện. Không rõ lắm về sự cạnh tranh với Hufflepuff và Ravenclaw, biết rằng họ cũng từng là bạn tốt trước khi cùng nhau thành lập Hogwarts. Thông thường, nhưng không phải luôn luôn, hai nhà còn lại có xu hướng (Harry Potter cho là thế) ủng hộ Gryffindor trong việc tranh đua của nhà này với Slytherin, điều này làm gợi lại một lần nữa sự cùng cực và cô độc của Salazar Slytherin khi ba người sáng lập còn lại phản đối ông. Một ngoại lệ xảy ra khi ba nhà Ravenclaw, Hufflepuff và Slytherin ban đầu đều ủng hộ Cedric Diggory của nhà Hufflepuff thay vì Harry Potter của Gryffindor trong cuộc thi Tam Pháp Thuật. Cũng như vậy trong trận Quidditch đầu tiên của tập 6, có việc nói rằng nhà Ravenclaw và Hufflepuff “chia phe” trong trận đấu Slytherin gặp Gryffindor, nhưng không chỉ rõ là nhà nào theo phe nào.

### Hạnh kiểm
Ngoài việc bị trừ điểm của Nhà mình ra, những học sinh có hành động bất kính hay vi phạm lỗi nghiêm trọng sẽ bị phạt bằng hình thức cấm túc điển hình như Ron. Học sinh vi phạm bị bắt lên văn phòng của giáo sư ban ra cấm túc để làm những công việc khó nhọc mà giáo sư đó cho là thích đáng để phạt, ví dụ như chép phạt điển hình như là giáo sư Dolores Umbridge bắt Harry phải viết loại mực đặc biệt . Còn nếu như mức độ phạm lỗi quá nặng, học sinh có thể bị đình chỉ hoặc đuổi học ngay. Trong tập 5, Harry Potter và hội Phượng hoàng, Harry đã dám sử dụng pháp thuật trước mặt Muggle trong kỳ nghỉ hè (thật ra là Harry muốn cứu anh họ) nên đã bị đình chỉ học. Tuy nhiên, giáo sư Dumbledore đã mở một phiên tòa xét xử dành cho Harry.
Các giáo sư hầu như muốn phạt nặng nhẹ kiểu gì cũng được, ví dụ như giáo sư Snape luôn ban ra muôn vàn hình thức cấm túc ác độc cho Harry, trong khi chả bao giờ phạt học sinh nhà Slytherin. Những cấm túc cho vi phạm nội quy bên ngoài các lớp học sẽ được thầy giám thị Argus Filch đảm nhiệm ban phát. Chủ nhiệm các Nhà thường sẽ trách móc những học sinh của mình khi chúng vi phạm.

## Năm học thông thường

### Tuyển sinh và Nhập học

Đoàn tàu Tốc hành Hogwarts

Ở Hogwarts có một cây viết lông bằng ma thuật ghi nhận sự ra đời của những người có khả năng về pháp thuật trên toàn Vương quốc Anh và lưu tên của người đó lại. Đến khi đủ tuổi để vào lớp 6 thông thường, người đó sẽ nhận được một lá thư mời nhập học. Vì thế mà mỗi năm Hiệu trưởng và Hiệu phó phải viết hàng trăm lá thư và gửi đi bằng những con cú cho họ. Các học sinh nhận được thư cú báo nhập học vào sinh nhật thứ 11 của mình. Trong thư cũng có dặn dò phải chuẩn bị những đồ dùng học tập cần thiết. Những người không thuộc dòng dõi phù thủy, hay còn gọi là Muggle, có thể không nhận thư bằng cú được, mà phải nhờ một người đưa tin đặc biệt chuyển thư cho.
Năm học thường bắt đầu từ ngày 1 tháng 9 hằng năm nên những ai có ngày sinh tháng 9 trở đi đều phải chờ đến tận 1 tháng 9 của năm sau mới được nhập học (Vì vậy, Hermione Granger mặc dù lớn hơn Harry Potter và Ron Weasley một tuổi nhưng vẫn học cùng năm vì Hermione Granger sinh nhật vào ngày 19 tháng 9). Học sinh phải đến Sân ga số 9¾ là bức tường nằm giữa sân ga số 9 và sân ga số 10 ở Ga xe lửa King's Cross để bắt chuyến Tàu tốc hành Hogwarts tới làng Hogsmeade. Ông bảo vệ lai khổng lồ Rubeus Hagrid sẽ dẫn học sinh năm thứ nhất đến trường bằng thuyền, băng qua Hồ nước Đen. Còn các học sinh lớn hơn sẽ được chở bằng những cỗ xe do bọn Vong Mã (Thestral) kéo.

### Phân loại học sinh và Khai trường
Khi vào được lâu đài, các học sinh năm thứ hai trở lên sẽ tiến thẳng đến Đại Sảnh Đường (Great Hall), trong khi học sinh năm thứ nhất sẽ phải đứng lại ở Tiền Sảnh để tiến hành công việc phân loại Nhà cho mình. Chiếc nón Phân loại sẽ hát một ca khúc tự chế như báo trước tương lai của năm học này, và được đội lên đầu của từng học sinh rồi xướng tên của Nhà mà học sinh đó sẽ thuộc về.
"Người nào vô Gryffindor.
Cái lò luyện trang dũng cảm
Người nào vô Hufflepuff
Nơi đào tạo kẻ kiên trung
Khó khăn chẳng khiến ngại ngùng
Đáng tin, đúng người chính trực
Ai vào Ravenclaw được
Nơi đào luyện trí tinh nhanh?
Vừa ham học lại chân thành
Hoặc Slytherin cũng thế
Dạy cho ta đa mưu túc trí
Làm sao miễn đạt mục tiêu" - Ca khúc của Chiếc nón Phân loại
Sau đó thì chúng sẽ bước vào Đại Sảnh Đường và gia nhập với các học sinh lớp trên để dự bữa tiệc Khai trường. Ngài hiệu trưởng sẽ đọc một bài diễn văn chào đón ngay giữa bàn ăn của các giáo viên. Lúc bắt đầu nhập tiệc, những hồn ma của các nhà Gryffindor, Slytherin, Ravenclaw, Hufflepuff. Khi tàn tiệc, các học sinh sẽ trở về Phòng Sinh hoạt Chung (Common Room) của Nhà mình. Đặc biệt các học sinh năm thứ nhất sẽ được vị Huynh trưởng (Prefect) dẫn về và nói cho biết những thông tin cần thiết về Nhà đó vì dụ như là mật khẩu đằng sau những bức tranh để vào các nhà. Cuối cùng thì mọi học sinh đều vào phòng ngủ để chuẩn bị cho ngày học hôm sau. Trong tuần đầu tiên, đội Quidditch của mỗi Nhà sẽ được thành lập. Thường thì học sinh năm thứ nhất không được gia nhập đội tuyển vì chưa được học về môn Bay lượn (sử dụng chổi bay). Nhưng Harry đã chứng tỏ khả năng Quidditch của mình ngay từ bài học Bay lượn đầu tiên khi bị Draco lấy quả cầu trắng. Khi nhận ra tài năng này, giáo sư Minerva Mcgonagall đã cho Harry được tiếp nhận vào đội và trở thành một trong những Tầm thủ (Seeker) trẻ nhất trong lịch sử Hogwarts (Trong quá khứ, cha cậu - James Potter đã chơi xuất sắc ở môn Quidditch).

### Học kì và Nghỉ lễ
Năm học ở Hogwarts cũng giống như đa số các trường học ở Anh, với hai học kì và hai kì nghỉ lễ chính là Giáng Sinh và Phục Sinh, và chấm dứt bằng kì nghỉ hè.
Học sinh có thể về nhà trong kì nghỉ Giáng Sinh. Những học sinh ở lại trường thì cũng không phải học hành gì, còn được thưởng thức bữa tiệc Giáng Sinh với các giáo sư. Lúc đó Đại Sảnh Đường sẽ được trang hoàng vô cùng lộng lẫy cho hợp với không khí Giáng Sinh, cũng như trong các ngày lễ nhỏ khác, đặc biệt là lễ hội Ma (Halloween).Trong năm thứ hai của Harry ở Hogwarts, ông thầy môn Phòng chống Nghệ thuật Hắc ám Gilderoy Lockhart có tổ chức thêm ngày Lễ Tình nhân (Valentine's Day). Lễ Phục Sinh có vẻ không hứng thú lắm với học sinh, vì lúc nào bài tập về nhà cũng chồng chất vô kể, và còn phải chuẩn bị cho kì thi học kì sắp đến. Vào kì nghỉ hè 3 tháng, các học sinh bị Bộ Pháp thuật cấm sử dụng pháp thuật cho đến khi đủ 17 tuổi.

### Cuộc sống của học sinh

Đại Sảnh Đường

Một ngày mới bắt đầu với bữa sáng ở Đại sảnh đường. Học sinh ngồi ở bàn của Nhà mình và có thể ăn, trao đổi cùng bạn bè, và hoàn thành bài tập trong những phút cuối. Trên dãy bàn cao ở cuối Đại sảnh đường, hiệu trưởng cùng ăn với các giáo sư. Trong suốt bữa sáng, những con cú (của học sinh hoặc của trường) mang thư hoặc bưu kiện cho học sinh: đó có thể là tờ báo sáng Nhật báo tiên tri, thư từ bố mẹ hay bạn bè, kẹo mứt từ nhà đến, v.v.
Tiết học đầu tiên bắt đầu lúc 9 giờ sáng. Có hai tiết học dài với một giờ giải lao ở giữa để học sinh có thể đến lớp học tiếp theo (Trường Hogwarts rất rộng và tất cả học sinh, đặc biệt là học sinh năm thứ nhất có thể bị lạc đường). Sau bữa trưa ở Đại sảnh đường, các lớp học bắt đầu lại vào lúc một giờ chiều và có một giờ giải lao trước thời gian của lớp khác. Học sinh năm thứ nhất thỉnh thoảng được nghỉ chiều thứ sáu.
Vào buổi tối, học sinh ăn tối ở Đại sảnh đường, sau đó họ chờ để vào phòng sinh hoạt chung để học bài và vui chơi với bạn bè.
Phòng sinh hoạt chung của bốn nhà được canh gác bởi một bức tranh hoặc một bức tượng, yêu cầu một mật mã để qua cửa. Riêng phòng sinh hoạt chung của nhà Slytherin lại được để ẩn trong bức tường đá. Trong khi đó nhà Ravenclaw có một tượng thú đá canh cửa, muốn vào phải trả lời được câu hỏi thông minh do bức tượng đưa ra. Các phòng Sinh hoạt bao gồm nhiều ghế bành và sôfa cũng như bàn để học. Học sinh nghỉ ngơi ở đây vào buổi tối, hay làm bài tập về nhà. Học sinh ngủ ở phòng ngủ tập thể của Nhà trong năm học. Mỗi Nhà có hai khu phòng ngủ, một cho nam và một cho nữ.
Trong những ngày cuối tuần được chỉ định, học sinh trường Hogwarts năm thứ ba trở lên, với một giấy phép có chữ ký, được cho phép đi đến làng phù thủy gần đó là Hogsmeade, nơi họ có thể nghỉ ngơi và thưởng thức những quán ăn hay nhà hàng và cửa hàng.

### Thức ăn
Thức ăn phục vụ ở Hogwarts, theo như ý kiến của học sinh, là rất ngon. Những gia tinh ở Hogwarts đều là những đầu bếp tài ba, và nấu một lượng dồi dào thức ăn cho mỗi bữa. Thức ăn phục vụ ở trường luôn tươi và trồng ngay tại đây, trường có đất trồng rau ở các nhà kính. Thịt và những gia vị khác hầu như mua ở làng Hogsmeade, và những thức ăn khác nhau được chuẩn bị ngay lập tức ở dưới Đại sảnh đường, và vào bữa ăn, nhờ phép thuật, chúng xuất hiện trước mặt học sinh. Thức ăn ở Hogwarts là những thức ăn đặc trưng của nước Anh, mặc dù nhà trường thỉnh thoảng vẫn có ngoại lệ (như là trong suốt cuộc thi Tam pháp thuật, những món ăn nước ngoài, như món bouillabaisse, đã được phục vụ để thể hiện sự tôn trọng những người khách đến thăm trường). Những đồ uống thường ngày (một phần là từ nước) là trà, cà phê, nước cam và nước bí ngô. Các món ăn thường được làm theo công thức của Helga Hufflepuff.
Sau này, người ta mới biết là không phải một phù thủy có thể tự hô biến đồ ăn ra mà là các gia tinh đã làm ở dưới đầu bếp những món ăn ngon. Sau đó, họ để lên bốn chiếc bàn tượng trương bốn chiếc bàn mà các ngôi nhà ngồi (Ravenclaw, Hufflepuff, Gryffindor, Slytherin). Nếu như phù thủy đó đã biết chính xác món ăn đó ở chỗ nào, họ chỉ cần triệu hồi món ăn lên giống như cái cách cụ Dumbledore triệu hồi món ăn cho học sinh để khai tiệc vào năm thứ nhất.

## Đồng phục

Đồng phục của nhà Gryffindor

Đồng phục của trường trong truyện bao gồm một cái áo choàng đen, một cái nón nhọn đen (loại cho phù thủy) và một áo khoác mùa đông với dây lưng màu bạc. Còn trong các tập phim, học sinh vừa mặc áo choàng đen bên ngoài, vừa mặc đồng phục giống như trong các trường công ở Anh (English public school): áo sơ mi trắng, áo len màu đen hoặc xám, cổ áo len (mùa đông) và cà vạt mang màu đặc trưng của Nhà mình, áo lạnh xám, và quần tây đen cho nam hoặc váy xếp li đen với vớ đến đầu gối cho nữ.

## Lịch sử trường

### Thời sơ khai
Hogwarts được sáng lập cách đây hơn 1000 năm bởi hai pháp sư và hai phù thủy: Godric Gryffindor, Salazar Slytherin, Rowena Ravenclaw và Helga Hufflepuff. Về sau, Slytherin với quan điểm chỉ muốn đào tạo những phù thủy mang dòng máu thuần chủng, đã bất đồng ý kiến với ba người kia rồi rời trường và dẫn các đồ đệ của mình theo. Trước khi ra đi, Slytherin đã khôn khéo xây dựng một Phòng chứa Bí mật với mục đích là để cho Hậu duệ của Slytherin tiếp tục sự nghiệp của ông, thả con quái vật giết chóc Tử xà Basilisk ra, tiêu diệt những phù thủy không thuần chủng.

### Thời trung đại
Truyện tiết lộ rất ít thông tin về lịch sử của trường sau thời gian sáng lập cho đến ít nhất thập niên 1940. Khoảng 300 năm sau khi trường thành lập, cuộc Thi đấu Tam Pháp thuật được tổ chức lần đầu giữa ba trường pháp thuật danh tiếng nhất châu Âu là Hogwarts, Beauxbatons và Durmstrang. Đó được xem là cách tốt nhất mà các học sinh pháp thuật trao đổi văn hóa và kiến thức. Cuộc thi được tổ chức cứ bảy năm một lần và luân phiên trường-chủ-nhà trong vòng 6 thế kỉ. Vì cuộc thi quá nguy hiểm đến nỗi số người chết tăng quá nhiều, nên người ta quyết định chấm dứt loại hình hoạt động này cho đến năm 1994. Theo luật, chỉ có học sinh từ 17 tuổi trở lên mới có quyền tham gia. Nhưng do có người âm mưu hãm hại nên Harry Potter đã trở thành quán quân bất đắc dĩ khi chỉ mới 14 tuổi.

### Thời hiện đại
Năm 1942, một nam sinh tên Tom Marvolo Riddle, hậu duệ của Slytherin và là Chúa tể Hắc ám Voldemort tương lai, đã mở cửa Phòng chứa Bí mật trong năm học thứ năm của hắn. Con Tử xà được giải phóng và bị hắn kiểm soát, giết chết một nữ sinh gốc Muggle tên Myrtle, hiện tại là Ma Myrtle khóc nhè (Moaning Myrtle) và sau đó có thể đã đỗ lỗi cho Hagrid. Bộ Pháp thuật gần như quyết định đóng cửa ngôi trường vì lý do an ninh. Vì không muốn trở lại cô nhi viện mà mình đã sống hồi nhỏ, Riddle đổ tội cho một học sinh năm thứ 3 là Hagrid và con nhện Aragog, mà Hagrid nuôi. Kết cục là Hagrid bị đuổi học, tuy nhiên Hogwarts đã không bị đóng cửa.
Năm học 1992-1993, Phòng chứa Bí mật một lần nữa được mở ra bởi Ginny Weasley một học sinh năm thứ nhất, khi đó đang bị quyển nhật ký của Tom Riddle (một trong các Trường sinh linh giá của Voldemort) chi phối và điểu khiển. Harry Potter và người bạn thân Ron đã khám phá ra sự thật, giết con Tử xà và tiêu hủy cuốn nhật ký.
Năm học 1994-1995, cuộc thi Tam Pháp thuật được tổ chức lại và chọn Hogwarts làm trường chủ nhà. Cuộc thi này đã trở thành một sự kiện lớn của Hogwarts cũng như giới pháp thuật châu Âu. Tuy nhiên, nó đã bị Voldemort lợi dụng để phục vụ mục đích riêng của mình: hắn bắt cóc Harry Potter để hồi sinh đồng thời để môn đồ của hắn giết một học sinh năm 7 khác là Cedric Diggory. Harry Potter sau đó may mắn trốn thoát.
Năm học 1995-1996, Bộ Pháp thuật và hiệu trưởng Albus Dumbledore bất đồng về vấn đề Voldemort trở lại. Căng thẳng đôi bên, trường Hogwarts bị đặt dưới sự quản lý gắt gao của Bộ, thông qua đại điện Dolores Umbridge. Sau cuộc tấn công của Voldemort và tay chân vào Bộ Pháp thuật, bất đồng được giải quyết, Hogwarts giành lại quyền tự chủ. Năm học 1996-1997, tay chân của chúa tể Voldemort đột nhập vào Hogwarts gây ra rối loạn. Hiệu trưởng Albus Dumbledore từ trần. Giáo sư Minerva McGonagall lên nhậm chức.
Năm học 1997-1998, Severus Snape nhận chức hiệu trưởng của Hogwarts. Cuối năm học này, một trận đại chiến diễn ra ở Hogwarts, thường biết đến với tên Trận chiến Hogwarts (the Battle of Hogwarts), giữa một bên là đội quân của Voldemort, một bên là các học sinh, giáo viên Hogwarts, các sinh vật pháp thuật và một số pháp sư. Kết thúc trận chiến, khoảng vài trăm người và sinh vật khác thiệt mạng. Chúa tể hắc ám Voldemort bị Harry Potter tiêu diệt. Hiệu trưởng Severus Snape từ trần, bị sát hại bởi Voldemort. Sau này bức tranh của cụ Dumbledore và thầy Snape đã được treo lên trên văn phòng của thầy hiệu trưởng.

## Biểu tượng và khẩu hiệu

Biểu tượng của trường được chia làm bốn phần tương ứng với bốn nhà.

Biểu tượng của Hogwarts là một tấm khiên, vật dụng thông dụng vào thời kì Phục Hưng ở châu Âu. Nó được chia làm bốn phần, mỗi phần chứa đựng biểu tượng của một Nhà: con sư tử dũng mãnh trong phông nền màu đỏ cho nhà Gryffindor, con bạch xà lươn lẹo trong phông xanh lá đại diện Slytherin, con lửng nhanh nhảu đen nhánh trên phông vàng cho Hufflepuff, và chú đại bàng quyết thắng vàng óng giữa phông xanh da trời đại diện cho Ravenclaw. Ngay chính giữa bốn hình ảnh đó là một chữ "H" là biểu trưng đại diện cho tên trường. Phía dưới tấm khiên là khẩu hiệu của trường.
Khẩu hiệu của trường là Draco dormiens nunquam titillandus, theo tiếng Latin có nghĩa là "Đừng bao giờ chọc lét một con rồng đang ngủ". Tác giả Rowling cho biết bà muốn trường có một khẩu hiệu vừa thực tiễn vừa hài hước. Trên thực tế, nhiều ngôi trường có các khẩu hiệu văn hoa mà không mấy ý nghĩa, ví dụ như "Vươn đến các vì sao".

## Cấu trúc tòa lâu đài

Cầu thang trong trường luôn được thay đổi

Hogwarts là một tòa lâu đài cổ, với lối thiết kế như một pháo đài. Tòa lâu đài gồm bảy tầng lầu và sáu ngọn tháp, bao gồm Tháp Thiên văn (cao nhất), Tháp Hiệu trưởng, Tháp Bắc, Tháp Tây, Tháp Gryffindor và Tháp Ravenclaw. Cấu trúc bên trong của Hogwarts khá rắc rối. Lâu đài có một Đại sảnh đường nơi diễn ra các hoạt động chung, phòng bếp nơi chuẩn bị sẵn đồ ăn và cũng là nơi nghỉ ngơi của cả một hệ thống gia tinh tại Hogwarts. Mỗi Nhà cũng có một phòng sinh hoạt chung và các phòng ngủ của riêng mình. Cùng với các phòng học và một hệ thống cơ sở vật chất Thư viện, Phòng Y tế (Bệnh thất), phòng riêng của các giáo viên và ban giám hiệu.
Ngoài những phòng ốc quen thuộc kể trên, Hogwarts còn có một hệ thống chằng chịt các phòng, hành lang, cầu thang bí mật và có ma thuật. Một số trong đó có thể kể đến Phòng chứa bí mật, Phòng Yêu cầu, các đường hầm kín bí mật dẫn đến Hogsmeade. Cho đến nay, tấm bản đồ chi tiết nhất về Hogwarts được biết đến là Bản đồ Đạo tặc do James, Sirius, Peter và Remus tạo ra. Trong bản đồ đạo tặc đó có 7 lối đi. Tuy nhiên nó vẫn chưa ghi lại hết được mọi điều về Hogwarts.

## Khu sân vườn bên ngoài

### Căn chòi của Hagrid
Đây là một căn nhà nhỏ hình lục giác với một ống khói lớn bằng đá sát bên khu Rừng Cấm, nơi Hagrid và con chó Fang của bác sống. Đây cũng là nơi mà Harry, Ron và Hermione hay lui tới.

### Khu Rừng Cấm
Đây là một khu rừng huyền bí, chứa đựng rất nhiều điều bí mật và nguy hiểm nên học sinh bị cấm bén mảng vào. Nó không có tên cụ thể, trừ cái tên Rừng Cấm (Forbidden Forest). Ngoài ra khu rừng còn được biết là có một tòa tháp cổ ở sâu trong khu rừng (Tòa tháp của Mụ phù thủy rừng Maleficent).
Một số sinh vật được truyện đề cập là sinh sống trong Rừng Cấm:
- Bộ lạc Nhân mã
- Người sói (theo Draco Malfoy)
- Chiếc xe ma quái phù thủy biết bay Ford Anglia, trước đây thuộc về Arthur Weasley. Trong tập 2, nó từng xuất hiện kịp thời để cứu Ron và Harry.
- Nhện tám mắt khổng lồ, đại gia đình của Aragog (đã chết), vật nuôi cũ của Hagrid.
- Grawp, một người khổng lồ thuần chủng, cùng mẹ khác cha với Hagrid
- Quái vật khổng lồ (Troll)
- Kì lân (Unicorn), còn dịch là Bạch kỳ mã: đây là một con ngựa màu trắng có sừng, máu của con vật này có thể kéo dài sự sống ngay cả cho những người mấp mé cửa tử thần.
- Vong Mã (Thestral), một giống ngựa bay của địa ngục, chỉ có thể nhìn thấy bởi những người đã chứng kiến và chấp nhận cái chết.
- Fluffy, một con chó ba đầu khổng lồ trước kia canh gác trong một căn phòng bí mật của lâu đài
- Que xạo, một loài sinh vật khẳng khiu như những cành cây, chuyên sống trên những cây đạt tiêu chuẩn làm đũa phép, ăn rệp cây.
- Ngoài ra,không phải ai cũng phát hiện ra một sinh vật khủng khiếp vẫn còn tồn tại trong sâu khu rừng đó là Rồng Jaccawocky

### Khu Nhà kính trồng cây
Có ít nhất ba nhà kính trồng cây trong sân trường để phục vụ cho việc giảng dạy môn Thảo dược học (Herbology) của giáo sư Pomona Sprout.

### Cây Liễu Roi
Cây Liễu Roi (Whomping Willow) là một loài cây ma quái được trồng trong sân trường Hogwarts. Nó vô cùng to lớn và hung dữ, nó sẽ quất bất kì ai dám chạm vào hay thậm chí chỉ lại gần bằng những cành nhánh cứng và nhọn của mình. (trong tập 4 có nói đến một huyệt ở trên cái lỗ dưới gốc cây khiến cây trở về trạng thái vô hại)
Hiệu trưởng Albus Dumbledore đã trồng cái cây này vào năm 1971, năm mà Remus Lupin đến học năm thứ nhất. (Tuy nhiên cây lại xuất hiện vào thời điểm Newt đang theo học tại trường). Cậu học trò Lupin là một Người sói, nên luôn biến hình và bị thú tính của loài sói chi phối mỗi khi trăng tròn. Cụ Dumbledore không muốn bỏ rơi cậu ta (vì phụ huynh không muốn có người sói học chung trường với con mình, rất nguy hiểm), nên đã xây dựng một đường hầm bí mật từ dưới gốc cây liễu dẫn đến Lều Hét (Shrieking Shack), một căn nhà hoang ở làng Hogsmeade, để cho Lupin lẩn trốn khi hóa sói. Vì vậy mà người ta cứ ngỡ tiếng hú của Lupin và tiếng cười của đám bạn cậu là tiếng kêu của ma quỷ và Lều Hét từ đó được mệnh danh là "căn nhà bị ma ám nhiều nhất nước Anh". Nhưng cây Liễu Roi thì vẫn đứng đó dù Lupin không còn ở Hogwarts nữa, vì chẳng ai dám lại gần để chặt nhổ nó đi. Trong Harry Potter và phòng chứa bí mật, cây Liễu Roi đã cố gắng bóp nát chiếc xe Ford Anglia biết bay của bố Ron Weasley khi Ron và Harry đâm vào nó.

### Hồ nước Đen
Hồ Đen (Black Lake) nằm ở phía Nam của tòa lâu đài. Đó cũng là nguồn nước sử dụng chính của Hogwarts. Có rất nhiều sinh vật huyền bí cư ngụ dưới đáy sâu của nó, ví dụ như mực khổng lồ và người cá (cũng có một số loài thủy quái nhỏ). Trong thời gian diễn ra cuộc Thi đấu Tam Pháp Thuật, chiếc tàu tạm trú của phái đoàn trường Durmstrang đã nghỉ lại trên hồ này. Bài thi thứ hai của cuộc thi đó cũng diễn ra dưới đáy của nó.

### Sân Quidditch

Sân Quidditch của trường Hogwarts

Sân Quidditch của trường Hogwarts là nơi diễn ra các trận thi đấu và tập luyện bộ môn Quidditch của các đội trong trường. Sân có hình bầu dục và được chia làm hai nửa bằng nhau. Mỗi bên có 3 cột gôn cao khoảng 15,2 m bằng vàng. Bao bọc quanh sân là khu khán đài đủ sức chứa toàn bộ học sinh và nhân viên trường. Ngoài ra còn có phòng thay đồ dành cho mỗi đội và văn phòng của đội trưởng hai đội. Các trận đấu thường do cô Hooch làm trọng tài, cô cũng đồng thời là giáo viên môn Bay. Đây cũng là môn thể thao được tùy chọn người làm trọng tài và bình luận viên. Năm học thứ tư của Harry, sân Quidditch này được sửa thành mê cung cho các vận động viên Tam pháp thuật và sau đó nó đã được khôi phục lại như cũ.
Mỗi năm học trường Hogwarts đều tổ chức giải vô địch Quidditch giữa bốn đội trong trường, mỗi đội đại diện cho một Nhà. Các cầu thủ được tuyển chọn thường từ năm thứ hai đến năm thứ bảy, nhưng riêng Harry là trường hợp đặc biệt như đã nói trên. Từ khi Harry đến học ở Hogwarts, đội Gryffindor luôn có thành tích nổi bật. Nhưng vì xuất hiện những sự kiện trong truyện nên Gryffindor không giành được chức vô địch trong những năm sau: Năm 1991 - 1992 (Harry sau khi đã tiêu diệt được Giáo sư Quirell và đã lấy được hòn đá thì bị Voldemort xuyên qua cơ thể khiến Harry bị bất tỉnh phải nằm trong bệnh thất của trường, vì thế đội Gryffindor năm này đã thua trong trận cuối cùng với Ravenclaw), năm 1992 - 1993 (Trận đấu tranh chức vô địch bị huỷ bỏ vì lý do an ninh bất ổn nghiêm trọng (Phòng Chứa Bí Mật đã được mở ra lần nữa bởi Chúa tể Voldemort - Tom Riddle), năm 1994 - 1995 (Vì trường Hogwarts đăng cai tổ chức cuộc thi Tam Pháp Thuật nên không tổ chức giải đấu Quidditch, nhưng sau khi cái chết của Cedric Diggory thì cuộc thi Tam Pháp Thuật chính thức kết thúc và không có một kế hoạch nào để mở lại kỳ thi đó). Riêng năm học cuối cùng Harry và hai người bạn không còn học tại Hogwarts nữa nên trong bộ phim không hề đề cặp đến chi tiết này nữa.
Truyện có nhắc đến một sân Quidditch khác trong tập bốn. Đó là sân vận động Quidditch quốc gia của Anh. Lúc đó đã diễn ra trận tranh cúp vô địch Quidditch thế giới giữa Ireland và Bulgaria. Sân này được miêu tả lớn hơn sân của trường với sức chứa cực lớn. Cũng trong tập này, sân Quidditch Hogwarts đã được dùng làm mê cung cho bài thi thứ ba của cuộc thi đấu Tam Pháp thuật (Triwizard Tournament). Phần 7 nó đã bị đốt dưới tay của bọn Tử thần thực tử.

### Ngôi mộ Trắng
Đây là nơi mà cụ Albus Dumbledore được an táng. Nó nằm gần Hồ nước Đen, giữa một bãi đất thanh tịnh trên một ngọn đồi. Đó cũng là nơi an nghỉ của một vị hiệu trưởng được cho là có cống hiến nhiều nhất cho Hogwarts.